# Greg Dayman
Gregory John (Greg) Dayman (Wellington, 21 februari 1947) is een voormalig hockeyer uit Nieuw-Zeeland. 
Dayman nam tweemaal deel aan de Olympische Spelen en behaalde in 1976 de gouden medaille.

## Erelijst
- 1972 – 9e Olympische Spelen in München
- 1973 - 7e Wereldkampioenschap in Amstelveen
- 1976 –  Olympische Spelen in Montreal